# Clan del Golfo
Le Clan del Golfo (en français : le Clan du Golfe), anciennement appelé Los Urabeños, Clan Úsuga et Autodefensas Gaitanistas de Colombia, est un cartel de la drogue colombien (anciennement un groupe néo-paramilitaire de droite) impliqué dans le conflit armé colombien,.

## Histoire
Le clan du Golfe est issu du Bloc Elmer Cárdenas des Autodéfenses unies de Colombie (AUC), une organisation paramilitaire destinée à lutter contre les guérillas et les syndicats de gauche. L'organisation a été démobilisée en 2006 à la suite d'un accord avec le gouvernement d’Álvaro Uribe mais certains de ses membres ont reconstitué une structure criminelle.

## Activités
Le clan est considéré comme l'une des organisations criminelles les plus puissantes de Colombie avec quelque 3 000 membres dans le cercle restreint de l'organisation. Leur principale source de revenus est le trafic de drogue. Fin 2011, Los Urabeños a déclaré la guerre à Los Rastrojos (en) pour le contrôle du trafic de drogue à Medellín.
C'est actuellement l'une des organisations de trafic de drogue les plus ambitieuses et les plus impitoyables de Colombie. La base du groupe se trouve dans les départements d'Antioquia, Chocó et Córdoba, et ils sont également présents à La Guajira, Cesar, Santander et dans les grandes villes comme Medellín et Bogotá.
Ce clan apporte une discipline militaire à toutes ses opérations, et est bien implanté sur la côte caraïbe. Il sous-traite une partie de ses activités à de petits gangs de rue qui se chargent pour lui du micro-trafic de drogue, d'extorsions et de meurtres par des tueurs à gage.
Le Clan du Golfe a recruté des complices au plus haut niveau de la hiérarchie militaire, comme des généraux et des colonels,.
Issu du paramilitarisme, l'organisation continue de cibler spécifiquement les partis politiques, syndicats et associations de gauche. Elle est l’une des principales responsables des assassinats sélectifs de dirigeants communautaires et sociaux, de militants politiques de gauche et de déplacements forcés de population. En octobre 2017, elle a publié un pamphlet intitulé « Plan pistolet contre l’Union patriotique » dans lequel elle menaçait de mort des membres de ce parti politique ou d'ONG. Elle est aussi accusée d’avoir organisé un “plan féminicide”, consistant à assassiner les mères, filles, compagnes ou collaboratrices de ses ennemis

## Connexions internationales
En février 2020, le FBI et l'armée colombienne interceptent Saïd Razzouki dans un appartement appartenant au Clan del Golfo à Medellín. Le mafieux était un bras droit du grand baron international Ridouan Taghi, ce qui laisse présager une alliance entre le Clan del Golfo et la Mocro Maffia.

## Répression
Le chef du gang depuis 2012, Otoniel, est capturé en octobre 2021 puis extradé en mai 2022 vers les Etats-Unis, où il est condamné à 45 ans de prison.
Les autorités colombiennes mènent en mai 2025 une large opération contre le Clan del Golfo et annoncent l’arrestation de plus de 200 de ses membres.